# انفجار توافقي
|  |  |

في الإدارة والحوسبة، يعرف الانفجار التوافقي بأنه التسارع المتزايد في خطوط الاتصال في ظل إضافة منظمات جديدة للعملية. (تُوصف عرضيًا بأنها دالة "أسية"، إلا أنها في الواقع مجرد دالة متعددة الحدود)
في حالة رغبة منظمتين في التواصل حول موضوع بعينه، فأسهل طريق لذلك هو الاتصال مباشرة بطريقة مخصصة لذلك الغرض - وهذا يحتاج إلى قناة اتصال وحيدة. إلا أنه إذا أضيف منظمة ثالثة إلى تلك العملية، فإننا حينئذ نحتاج إلى ثلاث قنوات اتصال منفصلة. وإضافة منظمة رابعة يجعلنا بحاجة إلى ست قنوات اتصال، وعشر قنوات لخمس منظمات، وخمس عشرة قناة لست منظمات، وهلم جرا.
وعمومًا، تصبح المعادلة بهذا الشكل:
{\displaystyle l={\frac {n(n-1)}{2}}}
خطوط اتصال للعدد n من المنظمات.
والطريقة البديلة هي إدراك متى يكون هذا الاتصال مطلوبًا من طرف واحد ومن ثم استحداث طريقة شاملة أو وسيطة لتمرير المعلومات. وتكمن المشكلة في أن هذا يتطلب مجهودًا أكبر للزوج الأول لأن كل منهما يجب أن يحول طريقته الداخلية بما يتوافق مع الطريقة العامة، بخلاف الطريقة الأسهل ظاهريًا التي تكتفي بالتوفيق مع الطرف الآخر.